# Amistad Judeo-Cristiana
Amistad Judeo-Cristiana fue una asociación fundada en 1961 en España por iniciativa de las religiosas de la Congregación de Nuestra Señora de Sion y un grupo de sacerdotes católicos que defendían el acercamiento entre el cristianismo y el judaísmo, para poner fin así al secular antijudaísmo cristiano. La asociación respondía a los aires de renovación que vivía entonces el catolicismo bajo el pontificado de Juan XXIII y en vísperas de la celebración Concilio Vaticano II que iba a traer grandes cambios y que iba a abrir una brecha definitiva entre la dictadura franquista y su aliada hasta entonces, la Iglesia católica. La asociación fue refundada en Valencia en 1994.

## Historia
El papa Juan XXIII impulsó la renovación de las ideas católicas sobre el judaísmo —en 1959 puso fin a la referencia a la "perfidia judaica" en la liturgia del Viernes Santo—, lo que tuvo un inmediata repercusión en España. En 1961 el hebraísta católico J.M. Lacalle publicaba un libro defendiendo las tesis de la Conferencia de Seelisberg (1947) que establecían las bases teológicas para poner fin al antijudaísmo cristiano. Ese mismo año se fundaba la asociación Amistad Judeo-Cristiana —autorizada en 1962— "en parte como reacción a las manifestaciones antisemitas que se produjeron cuando el proceso de Eichmann" —uno de los nazis responsables del Holocausto y que estaba siendo juzgado en Jerusalén después de haber sido secuestrado en Argentina por agentes del Mossad israelí—.
La asociación contó con el apoyo de los dos grandes hebraístas de la época, Cantera Burgos y Millás Vallicrosa, y de otros catedráticos, así como del obispado de Madrid, de varios prelados y de algunas personalidades filosefardíes del régimen franquista como Pedro Laín Entralgo y el entonces presidente del Instituto de Cultura Hispánica Blas Piñar. A la reunión fundacional de octubre de 1961 asistieron los dos miembros más destacados de la comunidad judía de Madrid, Max Mazin y Samuel Toledano.
La Asociación editó un boletín en el que defendió el acercamiento al judaísmo. Además sus miembros daban cursos y conferencias en colegios católicos e instituciones religiosas. Llegaron incluso a entrevistarse con el ministro de Información y Turismo Manuel Fraga Iribarne pora protestar por las expresiones antijudías que a veces aparecían en los medios de comunicación oficiales. Cuando en 1963 falleció el papa Juan XXIII celebraron unas honras fúnebres en la sinagoga de Madrid.

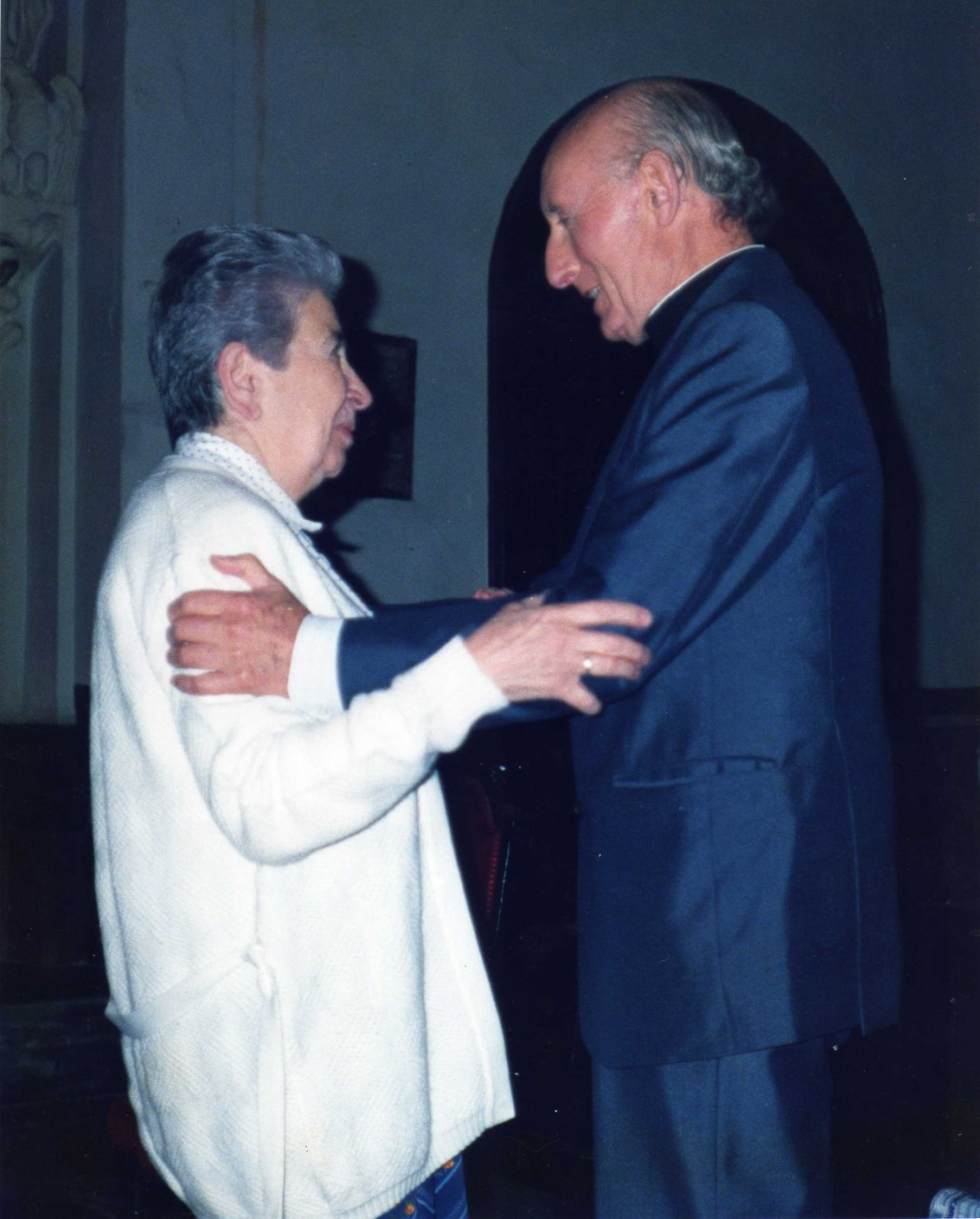
Encuentro de Sor Ionel Mihalovici, directora del Centro de Estudios Judeo-Cristianos y el padre José Miguel Sustaeta (Valencia, junio de 1992)

La Asociación apoyó la declaración Nostra aetate aprobada por el Concilio Vaticano II en octubre de 1965 que establecía nuevas bases para la relación de los católicos con las religiones no cristianas y en la que se puso fin al antijudaísmo cristiano, además de condenar el antisemitismo y cualquier otra forma de odio racial o religioso. Como muestra de la nueva era que abría la declaración miembros de la Asociación católicos y judíos celebraron en común en la Semana Santa de 1966 la cena pascual, el seder, en los locales de la Comunidad Israelita de Madrid. Aunque el evento más sonado promovido por la Asociación fue el acto "paralitúrgico" interconfesional judeocristiano celebrado en la parroquia madrileña de Santa Rita el 28 de febrero de 1967, que incluyó el rezo de oraciones y salmos al Dios común, y del que se hicieron eco dos de las tres grandes cadenas de televisión norteamericanas, así como otros medios escritos internacionales.
Otra de las ocupaciones fundamentales de la Asociación fue acabar con la "enseñanza del desprecio" a los judíos que todavía estaba presente en los libros de texto de religión, a pesar de la nueva doctrina de Nostra aetate. Consiguieron que se eliminaran de los libros de lectura escolares las historias de los supuestos crímenes rituales cometidos por judíos en la Edad Media —Santo Dominguito del Val y el Santo Niño de La Guardia. Pero su éxito fue solo relativo ya que muchos manuales escolares de religión siguieron sin asumir las tesis de Nostra aetate. Lo mismo ocurría con algunas obras editadas por la propia Comisión Episcopal para la Enseñanza, como la Biblia para la iniciación cristiana publicada dos años después de la muerte del general Franco.
Las actividades de la Asociación encontraron la oposición de los sectores más integristas y ultras del franquismo —también las embajadas de los países árabes protestaron en repetidas ocasiones—. El gobierno vigiló sus actividades y en alguna ocasión prohibió alguna conferencia. Recibió amenazas en las que se decía, por ejemplo, "¡Fuera de España, perros judíos!", acompañado de "¡Viva Cristo Rey!". También fueron objeto de amenazas por medio de pintadas antijudías aparecidas en sus fachadas y de ataques con bombas incendiarias contra sus puertas las sinagogas de Madrid y Barcelona.
Tras la experiencia vivida en el seno de la Amistad Judeo-Cristiana, las religiosas de Nuestra Señora de Sión y el presidente cristiano de la entidad, el padre Vicente Serrano, comprendieron que no podían limitar su trabajo al solo campo de las relaciones judeo-cristianas, sino que deberían también ayudar a sus hermanos cristianos a profundizar en las raíces de su fe mediante el conocimiento del Judaísmo, en cuyo seno nació Jesús y el cristianismo.
Consecuencia de todo ello, el 21 de septiembre de 1972 el Arzobispado de Madrid erigió el Centro de Estudios Judeo-Cristianos como institución diocesana, heredera de la primera Amistad Judeo-Cristiana, y encomendando su gestión a la Congregación de Nuestra Señora de Sion.
En 1977 el Centro de Estudios Judeo-Cristianos inició la publicación de "El Olivo", revista de documentación y estudios para el diálogo entre judíos y cristianos.

### Amistad Judeo-Cristiana de Valencia

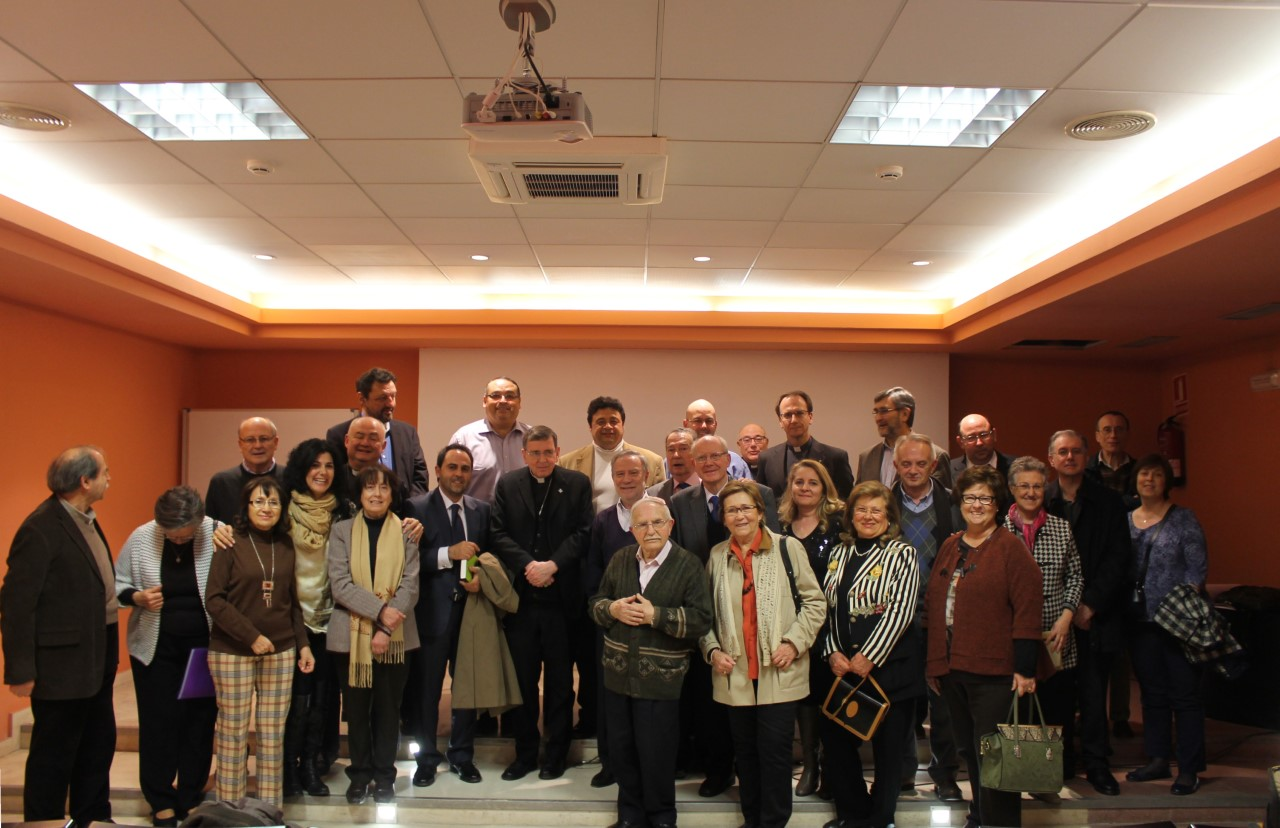
Socios y amigos de Amistad Judeo-Cristiana con el Cardenal Kurt Koch (2015)

La Amistad Judeo-Cristiana se fundó en Valencia el 20 de enero de 1994 y sus objetivos son profundizar en las raíces bíblicas de la fe cristiana y promover el conocimiento mutuo y la amistad entre judíos y cristianos, todo ello siguiendo las directrices de la declaración Nostra Aetate del Concilio Vaticano II.
La asociación es un referente sociocultural en el ámbito de las relaciones judeo-cristianas. En este sentido, en el mes de noviembre de 2007 el Dr. Francisco Fontana, presidente de Amistad Judeo-Cristiana, recibió en la Kneset (Parlamento de Israel) el diploma ‘Samuel Toledano’ concedido por su aportación al diálogo entre judíos y cristianos.
La asociación fue inspirada por Sor Ionel Mihalovici, religiosa de la Congregación de Nuestra Señora de Sion y directora del Centro de Estudios Judeo-Cristianos de Madrid, quien animó a varios suscriptores valencianos de la revista ‘El Olivo’, editada por el Centro de Estudios Judeo-Cristianos, para que formasen en Valencia un grupo de amistad judeo-cristiana. Formaban parte de este grupo embrionario Francisco Fontana Tormo, médico neurocirujano, y el padre José Miguel Sustaeta, canónigo de la Catedral de Valencia.
Los primeros contactos de este grupo tuvieron lugar a finales de la década de los ochenta y alumbraron el primer ‘Seder Haggada Pesaj’, que tuvo lugar en 1990 y que fue dirigido por don José Miguel Sustaeta. De las incipientes conferencias organizadas por la asociación destacan la impartida por el rabino Baruj Garzón (‘Jesucristo desde el punto de vista judío’) y por la propia sor Ionel Mihalovici (“Orígenes de la Amistad Judeo-Cristiana”).
Esta asociación edita actualmente la revista Diálogo Judeo-Cristiano.